# 2008年のNFLドラフト
2008年のNFLドラフトは73回目のNFLドラフト。2008年4月26日から27日までの2日間ニューヨークのラジオシティ・ミュージックホールで開催され、2日目には3巡から7巡の指名が行われた。ドラフトは東部標準時で初日は午後4時、2日目は午前10時から行われた。
この年のドラフトから初日は東部標準時午後3時開始に変更となり2巡指名までとなった（前年までは正午開始）。2日目は午前10時開始となった（前年までは午前11時開始）。各チームに与えられる持ち時間が、1巡では15分から10分に、2巡では10分から7分に、3巡以降では7分から5分に短縮された。
ドラフト指名順は、2007年のレギュラーシーズンの成績が悪かったチームから完全ウェーバー制で行われ、マイアミ・ドルフィンズは全体1位でミシガン大学のOTジェイク・ロングを指名した。セントルイス・ラムズは全体2位でクリス・ロング（プロフットボール殿堂入りしたハウィー・ロングの息子）、違法な闘犬賭博でマイケル・ヴィックを失い4勝12敗に終わったアトランタ・ファルコンズは全体3位でマット・ライアンを指名した。
全米ではNFLネットワークとESPNによって放送された。
1巡でワイドレシーバーの指名がなかったがこれは1990年以来のことであった。
ニューイングランド・ペイトリオッツは前年のニューヨーク・ジェッツとの開幕戦でのディフェンスシグナルを盗撮していたことが発覚したことからドラフト1巡指名権を剥奪された。

## 指名選手
指名された256人のポジションごとの人数は次のとおりである。
- 35 ワイドレシーバー
- 30 コーナーバック
- 28 ラインバッカー
- 26 ディフェンシブエンド
- 26 オフェンシブタックル
- 23 ランニングバック
- 18 ディフェンシブタックル
- 16 タイトエンド
- 15 セイフティ
- 13 クォーターバック
- 7 オフェンシブガード
- 7 センター
- 4 フルバック
- 2 プレースキッカー
- 1 パンター

指名順位の数字の後の*は、FAで失った選手に対して自動的に計算し与えられる32の補償ドラフトを示す。

### 1巡指名選手
| 指名順位 | チーム                             | 選手名                                           | ポジション                                       | 出身大学                                         |
| 1        | マイアミ・ドルフィンズ             | ジェイク・ロング                                 | OT                                               | ミシガン大学                                     |
| 2        | セントルイス・ラムズ               | クリス・ロング                                   | DE                                               | バージニア大学                                   |
| 3        | アトランタ・ファルコンズ           | マット・ライアン                                 | QB                                               | ボストンカレッジ                                 |
| 4        | オークランド・レイダース           | ダレン・マクファーデン                           | RB                                               | アーカンソー大学                                 |
| 5        | カンザスシティ・チーフス           | グレン・ドーシー                                 | DT                                               | LSU                                              |
| 6        | ニューヨーク・ジェッツ             | バーノン・ゴルストン                             | DE                                               | オハイオ州立大学                                 |
| 7        | ニューオーリンズ・セインツ         | セドリック・エリス                               | DT                                               | USC                                              |
| 8        | ジャクソンビル・ジャガーズ         | デリック・ハーベイ                               | DE                                               | フロリダ大学                                     |
| 9        | シンシナティ・ベンガルズ           | キース・リバース                                 | LB                                               | USC                                              |
| 10       | ニューイングランド・ペイトリオッツ | ジェロッド・メイヨ                               | LB                                               | テネシー大学                                     |
| 11       | バッファロー・ビルズ               | レオディス・マッケルビン                         | CB                                               | トロイ大学                                       |
| 12       | デンバー・ブロンコス               | ライアン・クレイディ                             | OT                                               | ボイシ州立大学                                   |
| 13       | カロライナ・パンサーズ             | ジョナサン・スチュワート                         | RB                                               | オレゴン大学                                     |
| 14       | シカゴ・ベアーズ                   | クリス・ウィリアムズ                             | OT                                               | ヴァンダービルト大学                             |
| 15       | カンザスシティ・チーフス           | ブランデン・アルバート                           | OT                                               | バージニア大学                                   |
| 16       | アリゾナ・カージナルス             | ドミニク・ロジャース＝クロマティ                 | CB                                               | テネシー州立大学                                 |
| 17       | デトロイト・ライオンズ             | ゴスダー・チェリラス                             | OT                                               | ボストンカレッジ                                 |
| 18       | ボルチモア・レイブンズ             | ジョー・フラッコ                                 | QB                                               | デラウェア大学                                   |
| 19       | カロライナ・パンサーズ             | ジェフ・オタ                                     | OT                                               | ピッツバーグ大学                                 |
| 20       | タンパベイ・バッカニアーズ         | アキブ・タリブ                                   | CB                                               | カンザス大学                                     |
| 21       | アトランタ・ファルコンズ           | サム・ベイカー                                   | OT                                               | USC                                              |
| 22       | ダラス・カウボーイズ               | フェリックス・ジョーンズ                         | RB                                               | アーカンソー大学                                 |
| 23       | ピッツバーグ・スティーラーズ       | ラシャード・メンデンホール                       | RB                                               | イリノイ大学                                     |
| 24       | テネシー・タイタンズ               | クリス・ジョンソン                               | RB                                               | イーストカロライナ大学                           |
| 25       | サンディエゴ・チャージャーズ       | マイク・ジェンキンス                             | CB                                               | サウスフロリダ大学                               |
| 26       | ヒューストン・テキサンズ           | デュアン・ブラウン                               | OT                                               | バージニア工科大学                               |
| 27       | インディアナポリス・コルツ         | アントワン・ケイソン                             | CB                                               | アリゾナ大学                                     |
| 28       | シアトル・シーホークス             | ローレンス・ジャクソン                           | DE                                               | USC                                              |
| 29       | サンフランシスコ・49ers            | ケントワン・バーマー                             | DT                                               | ノースカロライナ大学                             |
| 30       | ニューヨーク・ジェッツ             | ダスティン・ケラー                               | TE                                               | パデュー大学                                     |
|          | ニューイングランド・ペイトリオッツ | 2007年開幕戦でのスパイゲート事件のため指名権剥奪 | 2007年開幕戦でのスパイゲート事件のため指名権剥奪 | 2007年開幕戦でのスパイゲート事件のため指名権剥奪 |
| 31       | ニューヨーク・ジャイアンツ         | ケニー・フィリップス                             | S                                                | マイアミ大学                                     |

### 2巡指名選手
| 指名順位 | チーム                             | 選手名                   | ポジション | 出身大学                 |
| 32       | マイアミ・ドルフィンズ             | フィリップ・マーリング   | DE         | クレムソン大学           |
| 33       | セントルイス・ラムズ               | ドニー・エイブリー       | WR         | ヒューストン大学         |
| 34       | ワシントン・レッドスキンズ         | デビン・トーマス         | WR         | ミシガン州立大学         |
| 35       | カンザスシティ・チーフス           | ブランドン・フラワーズ   | CB         | バージニア工科大学       |
| 36       | グリーンベイ・パッカーズ           | ジョーディ・ネルソン     | WR         | カンザス州立大学         |
| 37       | アトランタ・ファルコンズ           | カーティス・ロフトン     | LB         | オクラホマ大学           |
| 38       | シアトル・シーホークス             | ジョン・カールソン       | TE         | ノートルダム大学         |
| 39       | サンフランシスコ・49ers            | チロ・レイチェル         | OG         | USC                      |
| 40       | ニューオーリンズ・セインツ         | トレイシー・ポーター     | CB         | インディアナ大学         |
| 41       | バッファロー・ビルズ               | ジェームズ・ハーディ     | WR         | インディアナ大学         |
| 42       | デンバー・ブロンコス               | エディ・ロイヤル         | WR         | バージニア工科大学       |
| 43       | ミネソタ・バイキングス             | タイレル・ジョンソン     | S          | アーカンソー州立大学     |
| 44       | シカゴ・ベアーズ                   | マット・フォーティ       | RB         | テューレーン大学         |
| 45       | デトロイト・ライオンズ             | ジョーダン・ディゾン     | LB         | コロラド大学             |
| 46       | シンシナティ・ベンガルズ           | ジェローム・シンプソン   | WR         | コースタルカロライナ大学 |
| 47       | フィラデルフィア・イーグルス       | トレバー・ロウズ         | DT         | ノートルダム大学         |
| 48       | ワシントン・レッドスキンズ         | フレッド・デービス       | TE         | USC                      |
| 49       | フィラデルフィア・イーグルス       | デショーン・ジャクソン   | WR         | カリフォルニア大学       |
| 50       | アリゾナ・カージナルス             | カライス・キャンベル     | DE         | マイアミ大学             |
| 51       | ワシントン・レッドスキンズ         | マルコム・ケリー         | WR         | オクラホマ大学           |
| 52       | ジャクソンビル・ジャガーズ         | クエンティン・グローブス | DE         | オーバーン大学           |
| 53       | ピッツバーグ・スティーラーズ       | リマス・スウィード       | WR         | テキサス大学             |
| 54       | テネシー・タイタンズ               | ジェイソン・ジョーンズ   | DT         | 東ミシガン大学           |
| 55       | ボルチモア・レイブンズ             | レイ・ライス             | RB         | ラトガース大学           |
| 56       | グリーンベイ・パッカーズ           | ブライアン・ブローム     | QB         | ルイビル大学             |
| 57       | マイアミ・ドルフィンズ             | チャド・ヘニー           | QB         | ミシガン大学             |
| 58       | タンパベイ・バッカニアーズ         | デクスター・ジャクソン   | WR         | アパラチアン州立大学     |
| 59       | インディアナポリス・コルツ         | マイク・ポラック         | C          | アリゾナ州立大学         |
| 60       | グリーンベイ・パッカーズ           | パトリック・リー         | CB         | オーバーン大学           |
| 61       | ダラス・カウボーイズ               | マーテラス・ベネット     | TE         | テキサスA&M大学          |
| 62       | ニューイングランド・ペイトリオッツ | テレンス・ホイットリー   | CB         | コロラド大学             |
| 63       | ニューヨーク・ジャイアンツ         | テレル・トーマス         | CB         | USC                      |

### 3巡指名選手
| 指名順位 | チーム                             | 選手名                     | ポジション | 出身大学                 |
| 64       | デトロイト・ライオンズ             | ケビン・スミス             | RB         | セントラルフロリダ大学   |
| 65       | セントルイス・ラムズ               | ジョン・グレコ             | OT         | トレド大学               |
| 66       | マイアミ・ドルフィンズ             | ケンドール・ラングフォード | DE         | ハンプトン大学           |
| 67       | カロライナ・パンサーズ             | チャールズ・ゴドフリー     | CB         | アイオワ大学             |
| 68       | アトランタ・ファルコンズ           | チェビス・ジャクソン       | CB         | LSU                      |
| 69       | サンディエゴ・チャージャーズ       | ジェイコブ・ヘスター       | RB         | LSU                      |
| 70       | シカゴ・ベアーズ                   | アール・ベネット           | WR         | ヴァンダービルト大学     |
| 71       | ボルチモア・レイブンズ             | タバレス・グッデン         | LB         | マイアミ大学             |
| 72       | バッファロー・ビルズ               | クリス・エリス             | DE         | ヴァンダービルト大学     |
| 73       | カンザスシティ・チーフス           | ジャマール・チャールズ     | RB         | テキサス大学             |
| 74       | カロライナ・パンサーズ             | ダン・コナー               | LB         | ペンシルベニア州立大学   |
| 75       | サンフランシスコ・49ers            | レジー・スミス             | CB         | オクラホマ大学           |
| 76       | カンザスシティ・チーフス           | ブラッド・コッタム         | TE         | テネシー大学             |
| 77       | シンシナティ・ベンガルズ           | パット・シムズ             | DT         | オーバーン大学           |
| 78       | ニューイングランド・ペイトリオッツ | ショーン・クレイブル       | LB         | ミシガン大学             |
| 79       | ヒューストン・テキサンズ           | アントワウン・モールデン   | CB         | 東ケンタッキー大学       |
| 80       | フィラデルフィア・イーグルス       | ブライアン・スミス         | DE         | マクニース州立大学       |
| 81       | アリゾナ・カージナルス             | アーリー・ドゥーセット     | WR         | LSU                      |
| 82       | カンザスシティ・チーフス           | ダジュアン・モーガン       | S          | ノースカロライナ州立大学 |
| 83       | タンパベイ・バッカニアーズ         | ジェレミー・ズタ           | C          | ラトガース大学           |
| 84       | アトランタ・ファルコンズ           | ハリー・ダグラス           | WR         | ルイビル大学             |
| 85       | テネシー・タイタンズ               | クレイグ・スティーブンス   | TE         | カリフォルニア大学       |
| 86       | ボルチモア・レイブンズ             | トム・ズビコウスキー       | S          | ノートルダム大学         |
| 87       | デトロイト・ライオンズ             | アンドレ・フルーレン       | DT         | フロリダ州立大学         |
| 88       | ピッツバーグ・スティーラーズ       | ブルース・デービス         | OLB        | UCLA                     |
| 89       | ヒューストン・テキサンズ           | スティーブ・スレイトン     | RB         | ウェストバージニア大学   |
| 90       | シカゴ・ベアーズ                   | マーカス・ハリソン         | DT         | アーカンソー大学         |
| 91       | グリーンベイ・パッカーズ           | ジャーマイケル・フィンリー | TE         | テキサス大学             |
| 92       | デトロイト・ライオンズ             | クリフ・エイブリル         | DE         | パデュー大学             |
| 93       | インディアナポリス・コルツ         | フィリップ・ホイーラー     | LB         | ジョージア工科大学       |
| 94       | ニューイングランド・ペイトリオッツ | ケビン・オコネル           | QB         | サンディエゴ州立大学     |
| 95       | ニューヨーク・ジャイアンツ         | マリオ・マニンガム         | WR         | ミシガン大学             |
| 96*      | ワシントン・レッドスキンズ         | チャド・リネハート         | OT         | 北アイオワ大学           |
| 97*      | シンシナティ・ベンガルズ           | アンドレ・コールドウェル   | WR         | フロリダ大学             |
| 98*      | アトランタ・ファルコンズ           | トーマス・デイクー         | S          | カリフォルニア大学       |
| 99*      | ボルチモア・レイブンズ             | オニエル・カズンズ         | OT         | テキサス大学エルパソ校   |

### 4巡指名選手
| 指名順位 | チーム                             | 選手名                                           | ポジション                                       | 出身大学                                         |
| 100      | オークランド・レイダース           | タイボン・ブランチ                               | CB                                               | コネチカット大学                                 |
| 101      | セントルイス・ラムズ               | ジャスティン・キング                             | CB                                               | ペンシルベニア州立大学                           |
| 102      | グリーンベイ・パッカーズ           | ジェレミー・トンプソン                           | DE                                               | ウェイクフォレスト大学                           |
| 103      | テネシー・タイタンズ               | ウィリアム・ヘイズ                               | DE                                               | ウィンストン＝セイラム州立大学                   |
| 104      | クリーブランド・ブラウンズ         | ビュー・ベル                                     | LB                                               | UNLV                                             |
| 105      | カンザスシティ・チーフス           | ウィリアム・フランクリン                         | WR                                               | ミズーリ大学                                     |
| 106      | ボルチモア・レイブンズ             | マーカス・スミス                                 | WR                                               | ニューメキシコ大学                               |
| 107      | サンフランシスコ・49ers            | コーディ・ウォレス                               | C                                                | テキサスA&M大学                                  |
| 108      | デンバー・ブロンコス               | コリー・リクテンスタイガー                       | C                                                | ボーリング・グリーン州立大学                     |
| 109      | フィラデルフィア・イーグルス       | マイク・マグリン                                 | OG                                               | ピッツバーグ大学                                 |
| 110      | マイアミ・ドルフィンズ             | ショーン・マーフィー                             | OT                                               | ユタ州立大学                                     |
| 111      | クリーブランド・ブラウンズ         | マーティン・ラッカー                             | TE                                               | ミズーリ大学                                     |
| 112      | シンシナティ・ベンガルズ           | アンソニー・コリンズ                             | OT                                               | カンザス大学                                     |
| 113      | ニューヨーク・ジェッツ             | ドワイト・ロウリー                               | CB                                               | サンノゼ州立大学                                 |
| 114      | バッファロー・ビルズ               | レジー・コーナー                                 | CB                                               | アクロン大学                                     |
| 115      | タンパベイ・バッカニアーズ         | ドレ・ムーア                                     | DT                                               | メリーランド大学                                 |
| 116      | アリゾナ・ワイルドキャッツ         | ケニー・イウェベマ                               | DE                                               | アイオワ大学                                     |
| 117      | フィラデルフィア・イーグルス       | クインティン・デンプス                           | S                                                | テキサス大学エルパソ校                           |
| 118      | ヒューストン・テキサンズ           | ゼイビア・アディビ                               | LB                                               | バージニア工科大学                               |
| 119      | デンバー・ブロンコス               | ジャック・ウィリアムズ                           | CB                                               | ケント州立大学                                   |
| 120      | シカゴ・ベアーズ                   | クレイグ・ステルツ                               | S                                                | LSU                                              |
| 121      | シアトル・シーホークス             | レッド・ブライアント                             | DT                                               | テキサスA&M大学                                  |
| 122      | ダラス・カウボーイズ               | タシャード・チョイス                             | RB                                               | ジョージア工科大学                               |
| 123      | ニューヨーク・ジャイアンツ         | ブライアン・ケール                               | LB                                               | BYU                                              |
| 124      | ワシントン・レッドスキンズ         | ジャスティン・トライオン                         | CB                                               | アリゾナ州立大学                                 |
|          | サンディエゴ・チャージャーズ       | 前年の補足ドラフトでの指名により、指名権を失った | 前年の補足ドラフトでの指名により、指名権を失った | 前年の補足ドラフトでの指名により、指名権を失った |
| 125      | オークランド・レイダース           | アーマン・シールズ                               | WR                                               | リッチモンド大学                                 |
| 126      | テネシー・タイタンズ               | ラベル・ホーキンス                               | WR                                               | カリフォルニア大学                               |
| 127      | インディアナポリス・コルツ         | ジェイコブ・タム                                 | TE                                               | ケンタッキー大学                                 |
| 128      | セントルイス・ラムズ               | キーナン・バートン                               | WER                                              | ケンタッキー大学                                 |
| 129      | ニューイングランド・ペイトリオッツ | ジョナサン・ウィルハイト                         | CB                                               | オーバーン大学                                   |
| 130      | ピッツバーグ・スティーラーズ       | トニー・ヒルズ                                   | OT                                               | テキサス大学                                     |
| 131*     | フィラデルフィア・イーグルス       | ジャック・イケグウオヌ                           | CB                                               | ウィスコンシン大学                               |
| 132*     | バッファロー・ビルズ               | デレック・ファイン                               | TE                                               | カンザス大学                                     |
| 133*     | ボルチモア・レイブンズ             | デビッド・ヘイル                                 | OT                                               | ウィーバー州立大学                               |
| 134*     | テネシー・タイタンズ               | スタンフォード・ケグラー                         | LB                                               | パデュー大学                                     |
| 135*     | グリーンベイ・パッカーズ           | ジョシュ・シットン                               | OG                                               | セントラルフロリダ大学                           |

### 5巡指名選手
| 指名順位 | チーム                             | 選手名                                                                                       | ポジション                                                                                   | 出身大学                                                                                     |
| 136      | デトロイト・ライオンズ             | ケネス・ムーア                                                                               | WR                                                                                           | ウェイクフォレスト大学                                                                       |
| 137      | ミネソタ・バイキングス             | ジョン・デビッド・ブーティ                                                                   | QB                                                                                           | USC                                                                                          |
| 138      | アトランタ・ファルコンズ           | ロバート・ジェームズ                                                                         | LB                                                                                           | アリゾナ州立大学                                                                             |
| 139      | デンバー・ブロンコス               | ライアン・トレイン                                                                           | RB                                                                                           | アリゾナ州立大学                                                                             |
| 140      | カンザスシティ・チーフス           | ブランドン・カー                                                                             | CB                                                                                           | グランドバレー州立大学                                                                       |
| 141      | カロライナ・パンサーズ             | ゲイリー・バーニッジ                                                                         | TE                                                                                           | ルイビル大学                                                                                 |
|          | サンフランシスコ・49ers            | シカゴ・ベアーズのランス・ブリッグスを獲得するためにタンパリングを行ったことから指名を失った | シカゴ・ベアーズのランス・ブリッグスを獲得するためにタンパリングを行ったことから指名を失った | シカゴ・ベアーズのランス・ブリッグスを獲得するためにタンパリングを行ったことから指名を失った |
|          | ボルチモア・レイブンズ             | 前年の補足ドラフトでの指名により、指名権を失った                                             | 前年の補足ドラフトでの指名により、指名権を失った                                             | 前年の補足ドラフトでの指名により、指名権を失った                                             |
| 142      | シカゴ・ベアーズ                   | ザッカリー・ボウマン                                                                         | CB                                                                                           | ネブラスカ大学                                                                               |
| 143      | ダラス・カウボーイズ               | オーランド・スキャンドリック                                                                 | CB                                                                                           | ボイシ州立大学                                                                               |
| 144      | ニューオーリンズ・セインツ         | ディマリオ・プレスリー                                                                       | DT                                                                                           | フレズノ州立大学                                                                             |
| 145      | シンシナティ・ベンガルズ           | ジェイソン・シアリー                                                                         | DT                                                                                           | フレズノ州立大学                                                                             |
| 146      | デトロイト・ライオンズ             | ジェローム・フェルトン                                                                       | FB                                                                                           | ファーマン大学                                                                               |
| 147      | バッファロー・ビルズ               | アルビン・ボーウェン                                                                         | LB                                                                                           | アイオワ州立大学                                                                             |
| 148      | デンバー・ブロンコス               | カールトン・パウエル                                                                         | DT                                                                                           | バージニア工科大学                                                                           |
| 149      | アリゾナ・カージナルス             | ティム・ハイタワー                                                                           | RB                                                                                           | リッチモンド大学                                                                             |
| 150      | グリーンベイ・パッカーズ           | ブレノ・ジャコミニ                                                                           | OT                                                                                           | ルイビル大学                                                                                 |
| 151      | ヒューストン・テキサンズ           | フランク・オカム                                                                             | DT                                                                                           | テキサス大学                                                                                 |
| 152      | ミネソタ・バイキングス             | レトロイ・ギュイオン                                                                         | DT                                                                                           | フロリダ州立大学                                                                             |
| 153      | ニューイングランド・ペイトリオッツ | マシュー・スレイター                                                                         | WR                                                                                           | UCLA                                                                                         |
| 154      | アトランタ・ファルコンズ           | クロイ・ビーアマン                                                                           | DE                                                                                           | モンタナ大学                                                                                 |
| 155      | ジャクソンビル・ジャガーズ         | トーマス・ウィリアムズ                                                                       | LB                                                                                           | USC                                                                                          |
| 156      | ピッツバーグ・スティーラーズ       | デニス・ディクソン                                                                           | QB                                                                                           | オレゴン大学                                                                                 |
| 157      | セントルイス・ラムズ               | ロイ・シューニング                                                                           | OG                                                                                           | オレゴン州立大学                                                                             |
| 158      | シカゴ・ベアーズ                   | ケレン・デービス                                                                             | TE                                                                                           | ミシガン州立大学                                                                             |
| 159      | ジャクソンビル・ジャガーズ         | トレイ・ウィリアムズ                                                                         | CB                                                                                           | サウスフロリダ大学                                                                           |
| 160      | タンパベイ・バッカニアーズ         | ジョシュ・ジョンソン                                                                         | QB                                                                                           | サンディエゴ大学                                                                             |
| 161      | インディアナポリス・コルツ         | マーカス・ハワード                                                                           | DE                                                                                           | ジョージア大学                                                                               |
| 162      | ニューヨーク・ジェッツ             | エリック・エインジ                                                                           | QB                                                                                           | テネシー大学                                                                                 |
| 163      | シアトル・シーホークス             | オーウェン・シュミット                                                                       | FB                                                                                           | ウェストバージニア大学                                                                       |
| 164      | ニューオーリンズ・セインツ         | カール・ニックス                                                                             | OT                                                                                           | ネブラスカ大学                                                                               |
| 165      | ニューヨーク・ジャイアンツ         | ジョナサン・ゴフ                                                                             | LB                                                                                           | ヴァンダービルト大学                                                                         |
| 166*     | サンディエゴ・チャージャーズ       | マーカス・トーマス                                                                           | RB                                                                                           | テキサス大学エルパソ校                                                                       |

### 6巡指名選手
| 指名順位 | チーム                             | 選手名                       | ポジション | 出身大学                       |
| 167      | ダラス・カウボーイズ               | エリック・ウォルデン         | DE         | ミドルテネシー州立大学         |
| 168      | ワシントン・レッドスキンズ         | デュラント・ブルックス       | P          | ジョージア大学                 |
| 169      | オークランド・レイダース           | トレバー・スコット           | DE         | バッファロー大学               |
| 170      | カンザスシティ・チーフス           | バリー・リチャードソン       | OT         | クレムソン大学                 |
| 171      | ニューヨーク・ジェッツ             | マーカス・ヘンリー           | WR         | カンザス大学                   |
| 172      | アトランタ・ファルコンズ           | トーマス・ブラウン           | RB         | ジョージア大学                 |
| 173      | ヒューストン・テキサンズ           | ドミニク・バーバー           | S          | ミネソタ大学                   |
| 174      | サンフランシスコ・49ers            | ジョシュ・モーガン           | WR         | バージニア工科大学             |
| 175      | タンパベイ・バッカニアーズ         | ジーノ・ヘイズ               | LB         | フロリダ州立大学               |
| 176      | マイアミ・ドルフィンズ             | ジェイレン・パーメル         | RB         | トレド大学                     |
| 177      | シンシナティ・ベンガルズ           | コーリー・リンチ             | S          | アパラチアン州立大学           |
| 178      | ニューオーリンズ・セインツ         | テイラー・メフハフ           | K          | ウィスコンシン大学             |
| 179      | バッファロー・ビルズ               | ゼイビア・オーモン           | RB         | ノースウェストミズーリ州立大学 |
| 180      | ワシントン・レッドスキンズ         | カリーム・ムーア             | S          | ニコルズ州立大学               |
| 181      | カロライナ・パンサーズ             | ニック・ヘイデン             | DT         | ウィスコンシン大学             |
| 182      | カンザスシティ・チーフス           | ケビン・ロビンソン           | WR         | ユタ州立大学                   |
| 183      | デンバー・ブロンコス               | スペンサー・ラーセン         | LB         | アリゾナ大学                   |
| 184      | フィラデルフィア・イーグルス       | マイク・ギブソン             | OT         | カリフォルニア大学             |
| 185      | アリゾナ・カージナルス             | クリス・ハリントン           | DE         | テキサスA&M大学                |
| 186      | ワシントン・レッドスキンズ         | クルト・ブレナン             | QB         | ハワイ大学                     |
| 187      | ミネソタ・バイキングス             | ジョン・サリバン             | C          | ノートルダム大学               |
| 188      | ピッツバーグ・スティーラーズ       | マイク・ハンプル             | LB         | アイオワ大学                   |
| 189      | シアトル・シーホークス             | タイラー・シュミット         | LS         | サンディエゴ州立大学           |
| 190      | クリーブランド・ブラウンズ         | アーティバ・ルビン           | DT         | アイオワ州立大学               |
| 191      | クリーブランド・ブラウンズ         | ポール・ハバード             | WR         | ウィスコンシン大学             |
| 192      | サンディエゴ・チャージャーズ       | デジュアン・トリブル         | CB         | ボストンカレッジ               |
| 193      | ミネソタ・バイキングス             | ジェイマー・ジョンソン       | WR         | ジャクソン州立大学             |
| 194      | ピッツバーグ・スティーラーズ       | ライアン・マンディ           | S          | ウェストバージニア大学         |
| 195      | マイアミ・ドルフィンズ             | ドナルド・トーマス           | OG         | コネチカット大学               |
| 196      | インディアナポリス・コルツ         | トム・サンティ               | TE         | バージニア大学                 |
| 197      | ニューイングランド・ペイトリオッツ | ボー・ルウド                 | LB         | ネブラスカ大学                 |
| 198      | ニューヨーク・ジャイアンツ         | アンドレ・ウッドソン         | QB         | ケンタッキー大学               |
| 199*     | ニューヨーク・ジャイアンツ         | ロバート・ヘンダーソン       | DE         | サザンミシシッピ大学           |
| 200*     | フィラデルフィア・イーグルス       | ジョー・メイズ               | LB         | ノースダコタ州立大学           |
| 201*     | インディアナポリス・コルツ         | スティーブ・ジャスティス     | C          | ウェイクフォレスト大学         |
| 202*     | インディアナポリス・コルツ         | マイク・ハート               | RB         | ミシガン大学                   |
| 203*     | フィラデルフィア・イーグルス       | アンディ・スチューデベイカー | DE         | ウィートンカレッジ             |
| 204*     | マイアミ・ドルフィンズ             | レックス・ヒリャード         | RB         | モンタナ大学                   |
| 205*     | インディアナポリス・コルツ         | ピエール・ガーソーン         | WR         | マウントユニオン大学           |
| 206*     | ボルチモア・レイブンズ             | ハルキ・ナカムラ             | S          | シンシナティ大学               |
| 207*     | シンシナティ・ベンガルズ           | マット・シェリー             | TE         | ヴィラノヴァ大学               |

### 7巡指名選手
| 指名順位 | チーム                       | 選手名                     | ポジション | 出身大学                 |
| 208      | シカゴ・ベアーズ             | アービン・ボールドウィン   | DE         | ミシガン州立大学         |
| 209      | グリーンベイ・パッカーズ     | マット・フリン             | QB         | LSU                      |
| 210      | カンザスシティ・チーフス     | ブライアン・ジョンストン   | DE         | ガードナー・ウェブ大学   |
| 211      | ニューヨーク・ジェッツ       | ネイト・ガーナー           | OT         | アーカンソー大学         |
| 212      | アトランタ・ファルコンズ     | ウィルリー・フォンテノット | CB         | アリゾナ大学             |
| 213      | ジャクソンビル・ジャガーズ   | チャウンシー・ワシントン   | RB         | USC                      |
| 214      | サンフランシスコ・49ers      | ラリー・グラント           | LB         | オハイオ州立大学         |
| 215      | ボルチモア・レイブンズ       | ジャスティン・ハーパー     | WR         | バージニア大学           |
| 216      | デトロイト・ライオンズ       | ランドン・コーエン         | DT         | オハイオ大学             |
| 217      | グリーンベイ・パッカーズ     | ブレット・スウェイン       | WR         | サンディエゴ州立大学     |
| 218      | デトロイト・ライオンズ       | ケイレブ・キャンベル       | S          | 陸軍士官学校             |
| 219      | バッファロー・ビルズ         | デメトレス・ベル           | OT         | ノースウェスタン州立大学 |
| 220      | デンバー・ブロンコス         | ジョシュ・バレット         | S          | アリゾナ州立大学         |
| 221      | カロライナ・パンサーズ       | ハイリー・テイラー         | LB         | ノースカロライナ大学     |
| 222      | シカゴ・ベアーズ             | チェスター・アダムス       | OG         | ジョージア大学           |
| 223      | ヒューストン・テキサンズ     | アレックス・ブリンク       | QB         | ワシントン州立大学       |
| 224      | バッファロー・ビルズ         | スティービー・ジョンソン   | WR         | ケンタッキー大学         |
| 225      | アリゾナ・ワイルドキャッツ   | ブランドン・キース         | OT         | 北アイオワ大学           |
| 226      | オークランド・レイダース     | チャズ・シレンス           | WR         | サンディエゴ州立大学     |
| 227      | デンバー・ブロンコス         | ペイトン・ヒリス           | FB         | アーカンソー大学         |
| 228      | セントルイス・ラムズ         | クリス・チェンバレン       | LB         | タルサ大学               |
| 229      | テネシー・タイタンズ         | ケアリー・ウィリアムズ     | CB         | ウォッシュバーン大学     |
| 230      | フィラデルフィア・イーグルス | キング・ダンラップ         | OT         | オーバーン大学           |
| 231      | クリーブランド・ブラウンズ   | アレックス・ホール         | LB         | セントオーガスティン大学 |
| 232      | アトランタ・ファルコンズ     | キース・ジンガー           | TE         | LSU                      |
| 233      | シアトル・シーホークス       | ジャスティン・フォーセット | RB         | カリフォルニア大学       |
| 234      | サンディエゴ・チャージャーズ | コーリー・クラーク         | OT         | テキサスA&M大学          |
| 235      | シアトル・シーホークス       | ブランドン・コウツ         | K          | ジョージア大学           |
| 236      | インディアナポリス・コルツ   | ジェイミー・リチャード     | C          | バッファロー大学         |
| 237      | ニューオーリンズ・セインツ   | エイドリアン・アリントン   | WR         | ミシガン大学             |
| 238      | タンパベイ・バッカニアーズ   | コーリー・ボイド           | RB         | サウスカロライナ大学     |
| 239      | カンザスシティ・チーフス     | マイク・メリット           | TE         | セントラルフロリダ大学   |
| 240*     | ボルチモア・レイブンズ       | アレン・パトリック         | RB         | オクラホマ大学           |
| 241*     | カロライナ・パンサーズ       | ジョフ・シュウォルツ       | OT         | オレゴン大学             |
| 242*     | ワシントン・レッドスキンズ   | ロブ・ジャクソン           | DE         | カンザス州立大学         |
| 243*     | シカゴ・ベアーズ             | ジョーイ・ラロック         | LB         | オレゴン州立大学         |
| 244*     | シンシナティ・ベンガルズ     | アンジェロ・クレイグ       | DE         | シンシナティ大学         |
| 245*     | マイアミ・ドルフィンズ       | ライオネル・ドットソン     | DE         | アリゾナ大学             |
| 246*     | シンシナティ・ベンガルズ     | マリオ・ウルティア         | WR         | ルイビル大学             |
| 247*     | シカゴ・ベアーズ             | カーク・バートン           | OT         | オハイオ州立大学         |
| 248*     | シカゴ・ベアーズ             | マーカス・モンク           | WR         | アーカンソー大学         |
| 249*     | ワシントン・レッドスキンズ   | クリス・ホートン           | S          | UCLA                     |
| 250*     | カロライナ・パンサーズ       | マッケンジー・ベルナドー   | OG         | ベントリー大学           |
| 251*     | バッファロー・ビルズ         | ケナード・コックス         | CB         | ピッツバーグ大学         |
| 252*     | セントルイス・ラムズ         | デビッド・ボボラ           | LB         | アイダホ大学             |

### ドラフト外入団の主な選手
| チーム                             | 選手名                           | ポジション | 出身大学                         |
| シカゴ・ベアーズ                   | ケイレブ・ヘイニー               | QB         | コロラド州立大学                 |
| ダラス・カウボーイズ               | ダニー・アメンドーラ             | WR         | テキサス工科大学                 |
| デンバー・ブロンコス               | ブレット・カーン                 | P          | トレド大学                       |
| デンバー・ブロンコス               | ウェズリー・ウッドヤード         | LB         | ケンタッキー大学                 |
| デトロイト・ライオンズ             | ジョン・ウィークス               | LS         | ベイラー大学                     |
| グリーンベイ・パッカーズ           | ダニー・ランサノー               | OLB        | コネチカット大学                 |
| グリーンベイ・パッカーズ           | J・J・ジャンセン                 | LS         | ノートルダム大学                 |
| マイアミ・ドルフィンズ             | ダボン・ベス                     | WR         | ハワイ大学                       |
| マイアミ・ドルフィンズ             | ダン・カーペンター               | K          | モンタナ大学                     |
| マイアミ・ドルフィンズ             | マーセル・リース                 | FB         | ワシントン大学                   |
| ミネソタ・バイキングス             | スティーブン・ハウシュカ         | K          | ノースカロライナ州立大学         |
| ミネソタ・バイキングス             | エリン・ヘンダーソン             | OLB        | メリーランド大学                 |
| ニューイングランド・ペイトリオッツ | ベンジャーバス・グリーン＝エリス | RB         | ミシシッピ大学                   |
| ニューイングランド・ペイトリオッツ | ライアン・ウェンデル             | C          | フレズノ州立大学                 |
| ニューオーリンズ・セインツ         | ジョー＝ロン・ダンバー           | LB         | ボストンカレッジ                 |
| ニューヨーク・ジェッツ             | ダニー・ウッドヘッド             | RB         | シャドロン州立カレッジ           |
| フィラデルフィア・イーグルス       | カイル・アリントン               | CB         | ホフストラ大学                   |
| フィラデルフィア・イーグルス       | ジェド・コリンズ                 | FB         | ワシントン州立大学               |
| ピッツバーグ・スティーラーズ       | ダグ・レグルスキー               | OL         | マーシャル大学                   |
| サンディエゴ・チャージャーズ       | マイク・トルバート               | FB         | コースタルカロライナ大学         |
| サンフランシスコ・49ers            | ブライアン・デ・ラ・プエンテ     | C          | カリフォルニア大学               |
| シアトル・シーホークス             | デビッド・ホーソーン             | LB         | TCU                              |
| タンパベイ・バッカニアーズ         | クリフトン・スミス               | RB         | フレズノ州立大学                 |
| テネシー・タイタンズ               | ジェレル・フリーマン             | LB         | メリー・ハーディン大学ベイラー校 |
| テネシー・タイタンズ               | フェルナンド・ベラスコ           | OL         | ジョージア大学                   |